# فريق خبراء بروتوكول النقل (TPEG)
مجموعة بروتوكول النقل المبتكرة(بالإنجليزية: Transport Protocol Experts Group) واختصاراً (TPEG) هي مجموعة بروتوكولات بيانات خاصة بالمعلومات المتعلقة بحركة المرور والسفر. يمكن نقل TPEG عبر وسائط نقل مختلفة (حاملات)، مثل البث الرقمي أو الشبكات الخلوية (الإنترنت اللاسلكي). وتشمل تطبيقات هذا النظام، في جملة أمور، معلومات عن حالة الطرق، والطقس، وأسعار الوقود، ومواقف السيارات أو تأخر النقل العام.

## نظرة عامة
TPEG هي مجموعة من بروتوكولات البيانات لنقل المعلومات المتعلقة بحركة المرور والسفر، والتي تضم مجموعة من التطبيقات المختلفة، فضلا عن وحدات البناء الأساسية لإدارة نقل التطبيقات نفسها، مثل التعامل مع الرسائل المختلفة التي تنتمي إلى تطبيق معين، وتجميع التطبيقات في أطر البيانات، أو تحديث وإلغاء الرسائل. يمكن نقل TPEG عبر وسائط نقل مختلفة (حاملات)، مثل البث الرقمي أو الشبكات الخلوية (الإنترنت اللاسلكي). وتشمل تطبيقات هذا النظام، في جملة أمور، معلومات عن حالة الطرق، والطقس، وأسعار الوقود، ومواقف السيارات أو تأخر الجمهور أو وسائل النقل.

## تاريخ
بدأ فريق خبراء بروتوكول النقل في عام 1997 من قبل الاتحاد الإذاعي الأوروبي (EBU). استمر العمل تحت رعاية الاتحاد الأوروبي حتى عام 2007، عندما اندمجت المجموعة مع مجموعة أخرى تعمل على بروتوكول قناة الرسائل المرورية (TMC)، التي استضافتها ERTICO -ITS Europe Z ومع الهاتف المحمول. مشروع المعلومات، حيث تم اختبار النماذج الأولية الأولى من تكنولوجيا TPEG في ظل ظروف قيادة واقعية في مختلف أنظمة الملاحة داخل السيارات من قبل عدد من مصنعي السيارات ومورديها. أما اليوم، فيضطلع بأعمال التطوير اتحاد خدمات معلومات المسافرين (TISA)، الذي يهتم الآن أيضا بمعايير الإنذار المستخدمة في تنفيذ خدمات RDS-TMC.
في الأيام الأولى لفريق خبراء بروتوكول النقل، كانت الخطة هي تطوير التطبيقات التي يمكن أن توسع خدمات المعلومات المرورية إلى ما هو أبعد بكثير من التكنولوجيات الحالية، مثل RDS-TMC أو بروتوكولات الملكية. وعلاوة على ذلك، ينبغي أن يشمل برنامج نقل الركاب عبر الحدود خدمات معلومات المسافرين المتعددة الوسائط، بما يسهل تجوال المسافرين بين مختلف وسائط النقل، مثلاً بين وسائل النقل الفردية (باستخدام سيارة) والنقل العام (الحافلات ومترو الأنفاق والقطارات …). بدأ كل شيء بتطبيق رسالة المرور على الطرق (RTM)، والذي تم استكماله بتطبيق معلومات النقل العام (PTI)، وكلاهما يشترك في طريقة TPEG الأصلية للإشارة إلى الموقع.
كان الغرض من TPEG RTM هو تطبيق «حجم واحد يناسب الجميع». ومع ذلك، أظهرت التطبيقات المبكرة أن هيكل RTM كان واسعا جدا ليتم استخدامه في أنظمة الملاحة كبديل ل TMC. هذا الجيل الأول من تطبيقات TPEG (TPEG الجيل 1، أو TPEG1) قدم أيضا فقط ترميز ثنائي، مع وجود مواصفات منفصلة في بعض الحالات لرسم الخرائط لترميز XML. ونتيجة لذلك، تمت مراجعة كل من أسلوب نمذجة المعلومات العامة ونهج التصميم، مما أدى إلى نقل TPEG نحو تطبيقات محددة ومفصلة بشكل أوضح لحالات استخدام محددة ونهج نمذجة البيانات من أعلى إلى أسفل. هذا الجيل الثاني من تطبيقات TPEG (TPEG الجيل الثاني، أو TPEG2) تم تحديده الآن مع نموذج UML، والذي من خلاله تلقائيا يتم اشتقاق كل من الترميز الثنائي وترميز XML. مواصفات تطبيق TPEG2 تتضمن كل من الترميز الثنائي و XML كجزء لا يتجزأ من المواصفات.
مع أول تطبيق TPEG2 TEC، تم تحقيق اختراق بمعنى أن كل من مزودي الخدمة ، ومصنعي الأجهزة قبلوا TPEG2 خلفا ل TMC ، وتم نشرها في العديد من البلدان. تم توحيد كل من TPEG1 و TPEG2 مع المنظمة الدولية لتوحيد المقاييس ISO/TS 18234 (TPEG1) و ISO/TS 21219 (TPEG2). يعتبر نظام TPEG1 الآن نظاما قديما ولا يشجع على تنفيذ خدمات جديدة على أساس TPEG1.

## تكنولوجيا
يحدد TPEG مواصفات توفير معلومات دقيقة للغاية عن حركة المرور والمسافر من عدة أنواع. يسمح TPEG بنقل البيانات عبر حاملين مختلفين على سبيل المثال البث الرقمي أو الإنترنت. وفي الواقع، تستخدم هذه الطريقة بشكل رئيسي اليوم لإعلام المسافرين على الطرق أو على مسالك القطارات أو حتى المشاة. يتم ترميز المعلومات الخاصة برحلة ملائمة على سبيل المثال عن أحوال الطرق أو الطقس أو أسعار الوقود أو وقوف السيارات أو تأخر النقل العام في TPEG. TPEG هو بروتوكول مع حاويات التي تحمل محتوى محدد، لكل خدمة على محتوى محدد ما يسمى «التطبيقات» يتم تعريفها في مواصفات تقنية منفصلة. تم تصميم TPEG ليكون عصريًا ومرنًا، بل هو دليل مستقبلي أكثر، وسهل التكيف مع الاتجاهات والاحتياجات والظروف الجديدة. ويتيح اختيار التطبيقات الصحيحة وصورة التنفيذ التقني تقديم المعلومات المتعلقة بالسلامة إلى جميع المسافرين في الوقت المناسب وبدقة ودقة. وبسبب هذه الفائدة الكبيرة، يحظى هذا البرنامج بترحيب الهيئات التنظيمية والسلطات العامة. المنتجات القائمة على TPEG متوفرة بالفعل في العديد من الأسواق الأوروبية والآسيوية والأمريكية من موردين مختلفين. وتتراوح هذه المنتجات من معدات إنشاء/إدارة المحتوى ،  وأجهزة الاستقبال/الملاحة ، ومعدات الاختبار ، و أجهزة الراديو/الملاحة، إلى خدمات عديدة  متاحة على الإنترنت في جميع أنحاء العالم. وعلاوة على ذلك، تتوافر حلول للتشفير باستخدام معدات الترميز/فك الترميز للخدمات التجارية.

## الحكمة وراء تصميم هذه المجموعة
تم تطوير TPEG بطريقة من أعلى إلى أسفل على أساس حالات استخدام النمذجة في لغة النمذجة الموحدة (UML). استنادا إلى نمذجة UML، يتم اشتقاق نسختين:
- لغة الترميز الموسعة (XML) - هذا التنسيق هو الإنسان -مقروءة آليا ويمكن عرضها بسهولة في أجهزة الملاحة عن طريق تحليل بنية XML. وهو أيضا متوافق إلى الوراء بطريقة أن علامات XML الجديدة يمكن تضمينها في تطبيق معين، والتي يمكن تجاوزها ببساطة من قبل مجموعات الأجهزة القديمة التي لا تتعرف على هذه العلامات. ومع ذلك يمكن لمجموعات الأجهزة الجديدة الاستفادة من الميزات الجديدة.
- الترميز الثنائي -هذه الصيغة ليست مقروءة من قبل الإنسان، ولكنها أكثر دقة بكثير من تمثيلها بلغة الترميز الموسعة. ولذلك، يتم استخدام الترميز الثنائي في كثير من الأحيان عندما يكون عرض النطاق الترددي المتاح صغيرا ويكون ترميز الخدمات مدمجا أساسيا.